# Colbert (Washington)
Colbert es un área no incorporada ubicada en el condado de Spokane en el estado estadounidense de Washington.

## Geografía
Colbert se encuentra ubicado en las coordenadas 47°49′52″N 117°21′7″O / 47.83111, -117.35194.